# Pogórze Popradzkie
Pogórze Popradzkie – region geograficzny o krajobrazie pogórza i niskich gór położony w Beskidach Zachodnich, na terenie Polski i Słowacji (pogranicze sądecko-spisko-szaryskie). Obejmuje swoim zasięgiem Pasmo Lubowelskie oraz Pasmo Leluchowskie rozdzielone doliną rzeki Popradu. Wyróżniony jako mezoregion z numerem 513.59 w wieloautorskiej regionalizacji fizycznogeograficznej Polski z 2018 roku. W geografii słowackiej region jest określany jako Ľubovnianska vrchovina.

## Środowisko przyrodnicze
Region graniczy z Beskidem Sądeckim, Beskidem Niskim, Pogórzem Ondawskim, Górami Czerchowskimi, Pieninami i Międzygórzem Spisko-Szaryskim. Rozciąga się obszarem w kształcie szerokiej litery „V” ulokowanym między miastami Muszyną i Lubowlą. Ma powierzchnię 397 km², w tym 91 km² leży w granicach Polski jako dwie izolowane od siebie części wchodzące w skład Popradzkiego Parku Krajobrazowego. Główną rzeką jest tu Poprad, którego przełomowa dolina dzieli region na dwie części – zachodnie Pasmo Lubowelskie i wschodnie Pasmo Leluchowskie. Najwyższym szczytem jest Eliaszówka (1024 m).
Budulcem skalnym są skały fliszowe w strefie jednostki magurskiej, przede wszystkim piaskowce i łupki. Występuje rzeźba pogórska i niskogórska z deniwelacjami rzadko kiedy większymi niż 300 m. Region jest słabo zaludniony, większość terenu pokrywają sztucznie wprowadzone przez człowieka lasy świerkowe, miejscami występują naturalne siedliska buka i jodły.

## Różnice w podziałach geograficznych
W szeroko rozpowszechnionym podziale fizycznogeograficznym Polski według Jerzego Kondrackiego omawiany region nie jest wyodrębniony, a obszar go obejmujący stanowi tam część mezoregionu Beskidu Sądeckiego. W regionalizacji Słowacji autorstwa Emila Mazúra i Michala Lukniša region pojawia się jako jednostka o nazwie Ľubovnianska vrchovina, przy czym regionalizacja słowacka, w przeciwieństwie do polskich podziałów, nie jest transgraniczna i w ogóle nie wyróżnia Beskidu Sądeckiego.
W polskiej geografii Pogórze Popradzkie jako mezoregion beskidzki wyszczególnili Jarosław Balon i Miłosz Jodłowski w swojej propozycji podziału Karpat Zachodnich. Potrzebę wydzielenia Pogórza jako odrębnego mezoregionu uzasadnili oni odmiennym charakterem rzeźby terenu od Beskidu Sądeckiego, który cechuje krajobraz średniogórski. Ten punkt widzenia został przyjęty w wieloautorskiej regionalizacji fizycznogeograficznej Polski z 2018 roku.